# Jules Cordier (cyclisme)
Jules Cordier, né le 6 décembre 1867 à Anderlues, dans le Hainaut, en Belgique et décédé le 16 octobre 1935 dans la même ville est un coureur cycliste belge.

## Biographie

### Jeunesse
Jules Cordier naît le 6 décembre 1867 à Anderlues en Belgique. Il est le fils de Paul Cordier, cloutier et garde particulier à Anderlues et de Désirée Beaudoux, ménagère. Il est le second des sept enfants du couple.

### Carrière
Il termine à la sixième place lors du Paris-Mons de 1896. Ensuite, en 1897, il participe à la deuxième édition du Paris-Roubaix. L'épreuve compte 280 kilomètres au total. Il finit à la cinquième place en 11 heures 40 minutes et 13 secondes, Cordier franchit la ligne d'arrivée 1 heure et 43 minutes après le vainqueur italien, Maurice Garin. Il est le belge le mieux classé.
Il participe de nouveau l'année suivante. Il finit 8e en 10 heures 21 minutes et 31 secondes.
En plus de sa carrière de coureur cycliste, il est maçon.

### Décès
Jules cordier meurt le 16 octobre 1935, à l'âge de 67 ans, à son domicile à Anderlues. Il est enterré le 19 octobre dans le cimetière d'Anderlues.

## Vie privée
Il se marie en 1894 avec Philomène Bury, couturière originaire d'Anderlues. Ils ont cinq enfants.